# Halysites
Mit dem Namen Halysites, auch Kettenkorallen genannt, werden die Vertreter einer fossilen Gattung von Korallen bezeichnet. Diese Gattung ist nur im unteren Paläozoikum in den Sedimenten des Ordoviziums und des Silur in Europa, Asien, Afrika, Australien und Nordamerika nachgewiesen.

## Merkmale

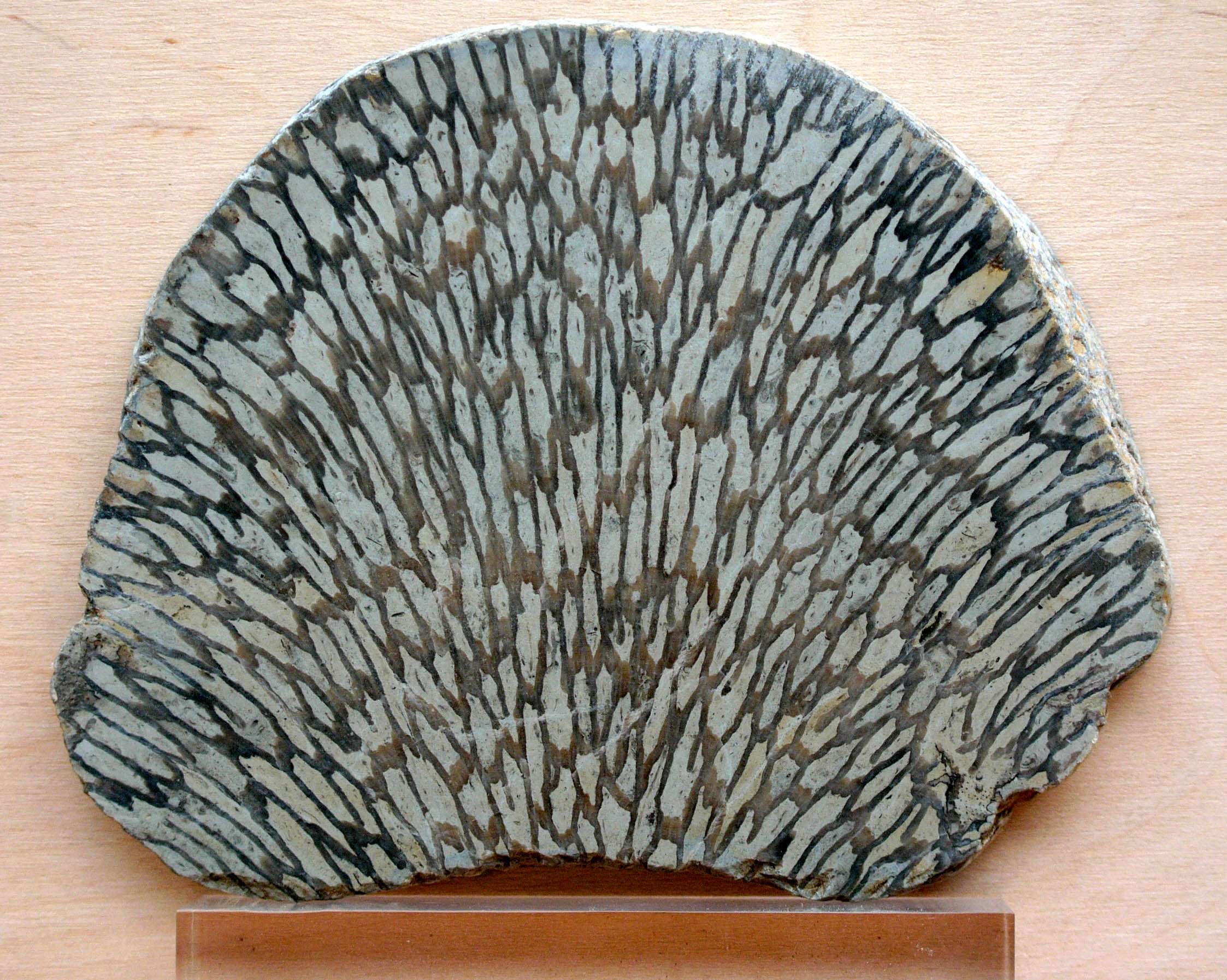
Schnitt durch ein Fossil von Halysites aus Gotland

Es handelt sich um sehr charakteristisch aussehende Korallen, die an der Büschelform ihrer Kolonien leicht erkennbar sind. Die einzelnen Koralliten weisen eine längliche Form mit zylindrischem oder ovalem Querschnitt auf und sind durch Mikrokoralliten voneinander getrennt. Die Koralliten selbst sind meist in kurzen Reihen angeordnet, die sich dann wie in einem Netz weiterentwickeln. Es werden zumeist einreihige Ketten, selten auch zwei- oder dreireihige gefunden.

## Statigraphische und geographische Verbreitung

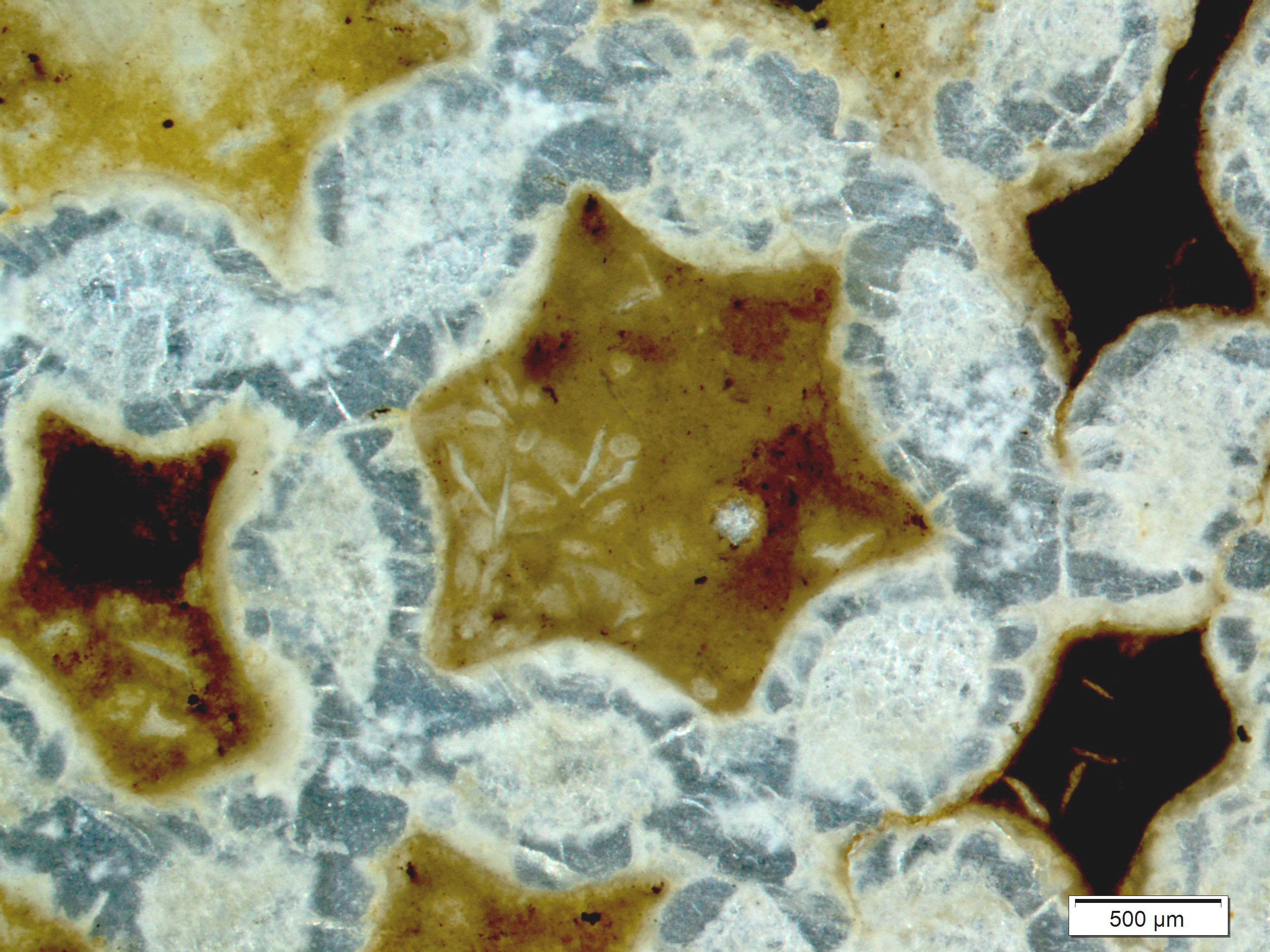
Halysites

Diese Gattung ist in den Sedimenten des Paläozoikums ab dem mittleren Ordovizium (vor rund 470 Millionen Jahren) und im Silur zu finden. Auf den Kontinenten Südamerika und Antarktika gab es bisher keine Funde. Diese tabulaten Korallen starben Ende des Silurs vor 416 Millionen Jahren aus.